# 高松順蔵
高松 順蔵（たかまつ じゅんぞう）は、1807年（文化4年）生 - 1876年（明治9年）没、土佐藩の儒学者、歌人。有名な幕末志士たちの影響を与えた。号は小埜。

## 人物
高松家はかつては安芸郡、香我美郡、長岡郡など15石6斗9升の領知をもった郷士であった。順蔵は居合術の達人で、歌や絵もたしなみ、文人や学者との交流もあった。順蔵の門をたたいた人物には、安岡斧太郎（天誅組）、石田英吉（海援隊）、中岡慎太郎らがいる。
坂本龍馬の姉・千鶴が順蔵に嫁ぎ、龍馬も時折高松家へ訪れたり手紙を出している。

## 家族
父親は高松益丞、母親は千代で、母方の祖父は、江戸時代の土佐藩の歌人・井上好春。その同じ曽祖父の血縁関係を持っている妻は、坂本龍馬の長姉・千鶴。彼女と結婚。後の活動家となる息子の坂本直と、キリスト信者となる坂本直寛を授かる。
坂本幸とはいとこ同士。